# Szigetközi Gazdasági Vasút
A Szigetközi Gazdasági Vasút egy megszűnt kisvasút a Dunántúlon.

## Története
A 19-20. század fordulóján a Szigetközben felmerült egy olyan vasúti pálya építésének a terve, amely a két megyeszékhelyet, azaz Mosonmagyaróvárt és Győrt kötötte volna össze. Az állami és megyei pénzügyi támogatások hiánya miatt a Győr vármegyeiek az Alsó-Szigetközben hamar feladták a tervet, a Felső-Szigetközben a Moson vármegyeiek azonban a megvalósítás küszöbéig is eljutottak, erre utal a Halászinál elkészült vasúti híd is. Az első világháború, majd az azt követő gazdasági hanyatlás ezt a csonka északi vonalat, amely Mosonmagyaróvártól Dunaszegig húzódott volna, meghiúsította.
A helyi földbirtokosoknak azonban ezek után is érdekükben állt a majorok és a puszták között a kisvasúti pálya megépítése. Az 1930-as évek közepére három önálló, kezdetben ló, majd később gőzmozdonyos vontatású vaspályát építettek, amelyet „lórénak” neveztek el a vidék lakói. Ezek a hajdani pályák a lehető legrövidebb módon, a Mosoni-Dunán ma is meglévő, acélszerkezetű hidakon keresztül csatlakoztak a nagyvasúti állomásokhoz, átrakókhoz.
A második világháború után a nagybirtokok megszüntetése, majd a szövetkezetek létrehozása teljesen átalakította a terület gazdasági alapjait. A szigetközi uradalmi kisvasút a Győri Gazdasági Vasutak Nemzeti Vállalata irányítása alá került. Rövid idő alatt a nemzeti vállalatokból vasúti társaságok, gazdasági vasutak alakultak. A Győri Gazdasági Vasút később beolvadt a budapesti székhelyű Észak-nyugat Magyarországi Gazdasági Vasutakba. Ez idő tájt kezdődött meg a pályák korszerűsítése és a járműpark bővítése. Ezek után már megindulhatott a terményszállítás mellett a környék gazdag kavics- és homoklelőhelyeinek kiaknázása.
A már korszerűtlen gőzmozdonyokat lassan felváltották a nagyobb vonóerővel rendelkező dízelmotoros mozdonyok. A C50-es típusú, magyar gyártmányú mozdonyokat elsősorban gazdasági vasutak számára gyártották. Az egyszerűségük folytán elenyésző karbantartást igényeltek, s ma is működnek, elsősorban a turizmus szolgálatában helyreállított kisvasúti pályákon. A Szigetközben hajdan közlekedő C-50-es mozdonyt a helyi lakosság „mukinak” nevezte.
Az 1954-es nagy dunai árvíz után a falvak újjáépítéséhez szükséges építési anyagok szállítása túlnyomórészt kisvasúton, a még működő Öttevényt Patkányossal összekötő szakaszon történt. Az 1960-as évek végén az árufuvarozás átkerült a közutakra, s ez megpecsételte több kisvasút, így a szigetközi sorsát is. 1969. január 1-jén a szigetközi kisvasút az országban több kisvasúti pályaszakasszal együtt véglegesen megszűnt.
A hajdani nyomvonal mentén már csak két tárgyi emléket lehet találni, amely a néhai kisvasút működésére emlékeztet. Az egyik a Dunaszeg melletti Bolgányi híd, amely áthaladva Dunaszegről és a környező földekről cukorrépát, majd kavicsot szállított Öttevényre. A másik a Lickópusztai híd, amelyen át valamikor a Hédervárt Lébénnyel összekötő kisvasút haladt.